# Allopeplus cordifer
Allopeplus cordifer là một loài bọ cánh cứng trong họ Cerambycidae.